# Kandráčovci
Kandráčovci (pierwotnie Ľudová hudba Ondreja Kandráča) – słowacki zespół folkowy. Powstał w 2004 roku.
Grupę założył wokalista i skrzypek Ondrej Kandráč (ur. 1978). Początkowo zespół nosił nazwę Ľudová hudba Ondreja Kandráča. W 2004 roku wydali swój pierwszy udany komercyjnie album pt. A čija to chyža, a rok później kolejny album pt. Sinu muj. Oba wydawnictwa były certyfikowane platyną.

## Dyskografia
- 2004: A čija to chyža – Pyramída, CD (Marka Mačošková, Anka Servická, Anka Poráčová, Monika Kandráčová, Mária Čokynová, Ľudová hudba Ondreja Kandráča, Ľudová hudba Šarišan, Folklórny archív Verchovina).
- 2005: Sinu muj, sinu muj...
- 2005: Písně mého srdce 2
- 2007: Čorny oči jak teren – Marka Mačošková, Anka Poráčová, ĽH Ondreja Kandráča a hostia z ĽH Železiar – Folklórne združenie Anička R209 0001-2-731, CD
- 2007: Na Jastrebskej ozimine – spevácka skupina Jastrabčan, ľudová hudba Ondreja Kandráča a hostia z ĽH FS Železiar – Slovak Radio Records, CD[3]
- 2008: Písně mého srdce 3
- 2008: Vesela´m mamočko – Simona Morozová a Tatiana Andrejcová, hrá Ľudová hudba Ondreja Kandráča
- 2008: Jakubjansky hory... – Folklórny súbor Kečera, Ľudová hudba Ondreja Kandráča
- 2008: Uderim še po sare – Pacerki – (spevácka skupina Pacerki z Budkovec, Ľudová hudba Ondreja Kandráča)
- 2009: V tym Bvažovi... – Mamka a sestry Uhlárovi, hrá Ľudová hudba Ondreja Kandráča
- 2009: Oj, zabava..., Kandráčovci a ich Naj... piesne -, CD[4]
- 2010: Zašpivajme sobi – Spieva Anka Poráčová a hostia, Kandráčovci – Folklórne združenie Anička, CD (spievajú: Anka Poráčová, Anka Šebejová (rod. Poráčová). Zuzana Angelovičová, Ondrej Kandráč, ĽH Kandráčovci)
- 2010: Moje naj... – Monika Kandráčová
- 2010: Najkrajšie koledy, výber z kresťanských vianočných piesní – Monika a Ondrej Kandráčovci – Ondrej Kandráč, FORTEproduction, CD (Monika Kandráčová, Kandráčovci, Spevácka zložka FS Šarišan DFS Šarišanček)
- 2012: Dva duby – Zavodsky 1545-005-2,CD
- 2014: 10 rokov s Vami – Zavodsky 1545-007-2,CD
- 2015: Koleda, Vianočné piesne – Ondrej Kandráč, FORTEproduction 1545-009-2, CD[5]
- 2015: Kandráčovci – Galakoncert – Ondrej Kandráč, FORTEproduction 1545-008-2/9/-2, CD, DVD
- 2016: Sokoly – Ondrej Kandráč, FORTEproduction 1545-010-2, CD,